# Osiedle Powstańców Wielkopolskich (Ostrów Wielkopolski)
Osiedle im. Powstańców Wielkopolskich – osiedle Ostrowa Wielkopolskiego, administrowane przez radę osiedla z siedzibą przy ul. Wrocławskiej 51. 

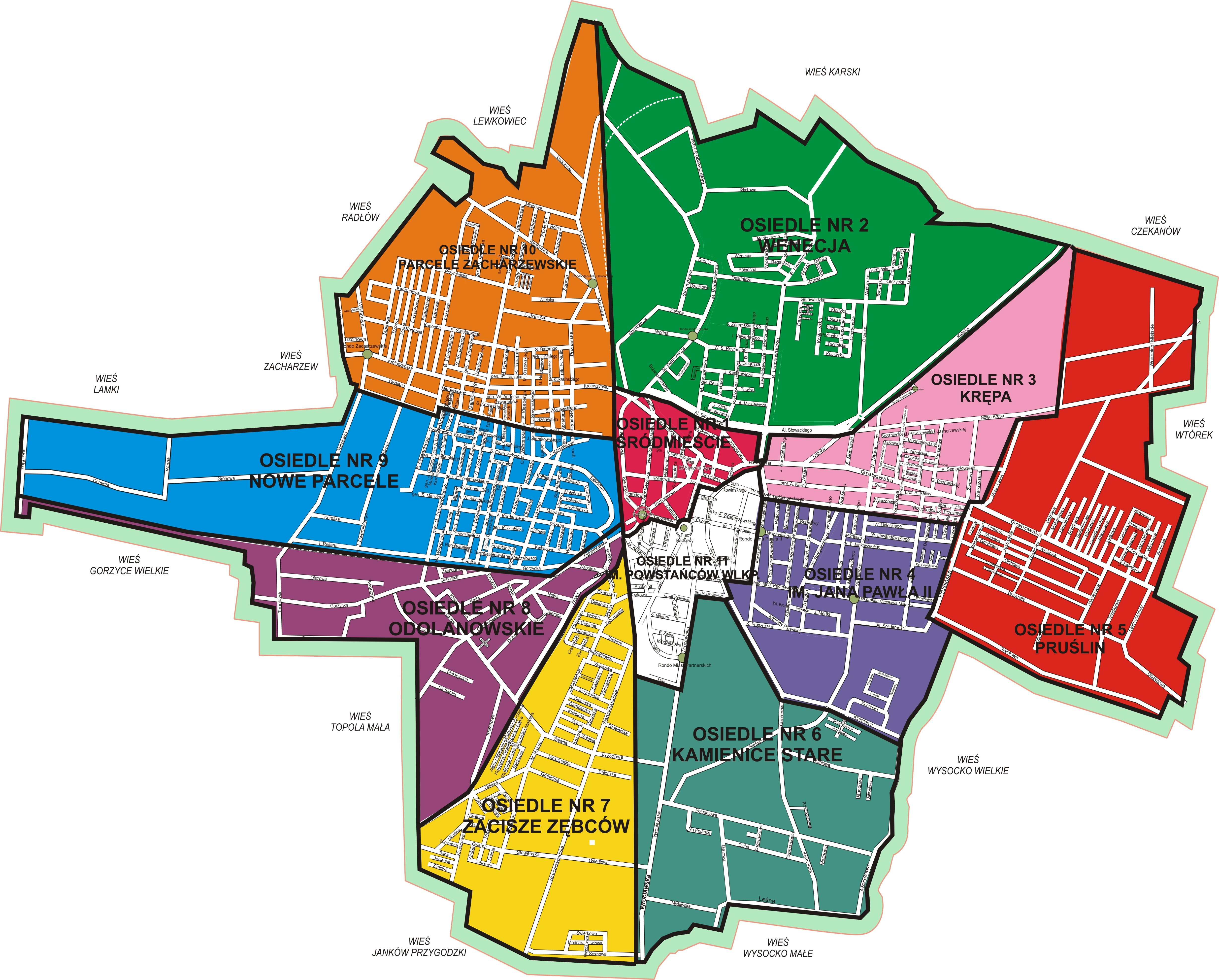
Osiedle nr 11 im. Powstańców Wielkopolskich

Osiedle od północy graniczy ze Śródmieściem, na jego terenie znajduje się m.in. Stary Cmentarz, park im. 3 Maja oraz targowisko miejskie. Bardzo dobrze skomunikowane z pozostałymi częściami miasta oraz regionem autobusami MZK Ostrów Wielkopolski – przez osiedle przebiega droga krajowa nr 25.

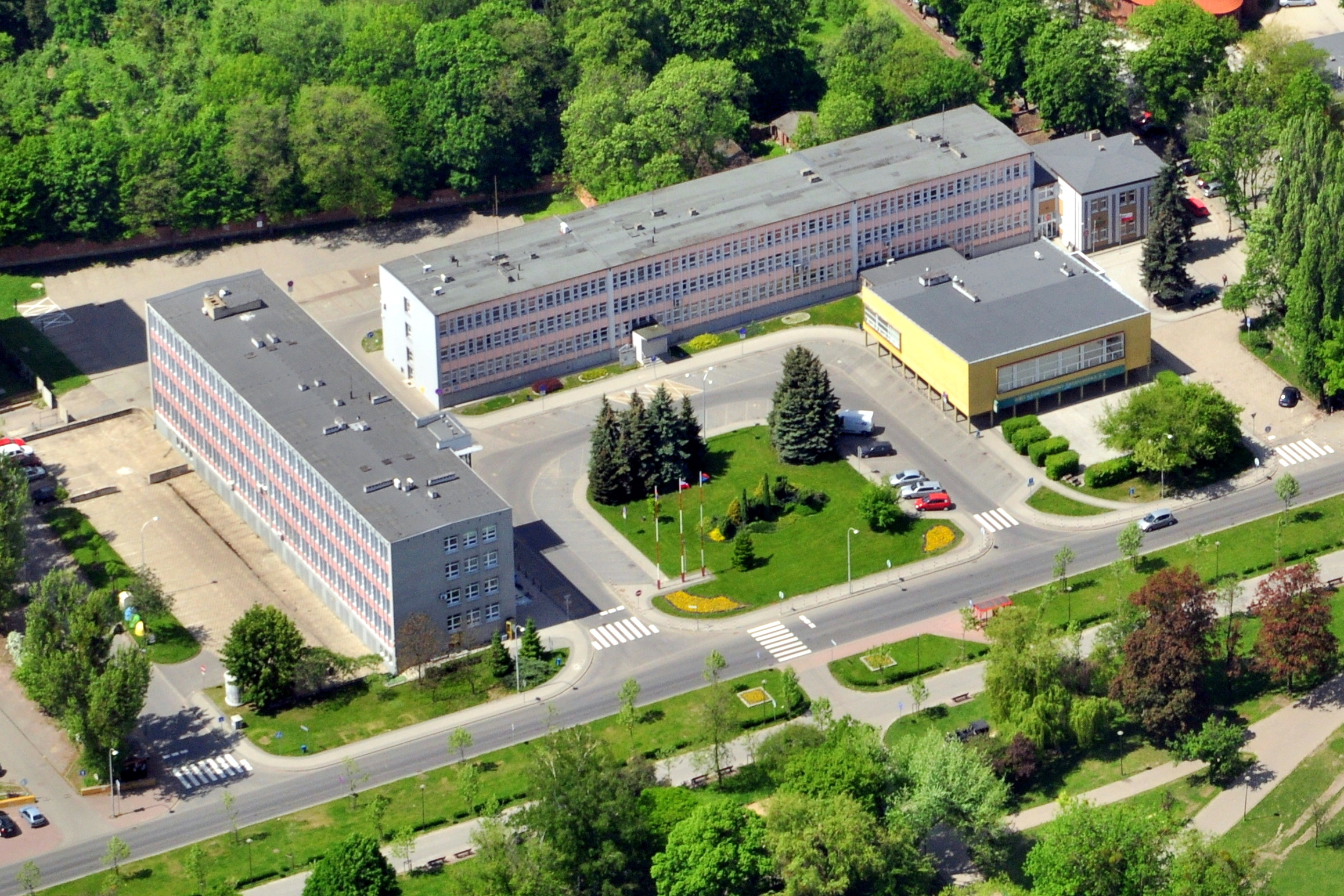
Siedziby samorządów terytorialnych przy al. Powstańców Wielkopolskich

## Ulice
- Armii Krajowej
- Plac Bankowy
- Fryderyka Chopina
- Płk. Tadeusza Frydrychowicza
- Gimnazjalna
- Kantaka
- Klonowicza
- ks. Jana Kompałły
- Mikołaja Kopernika
- Kościuszki
- Langiewicza
- kardynała M. Ledóchowskiego od ul. Sądowej do ul. marszałka Józefa Piłsudskiego
- 3-go Maja
- Majdan
- Miła
- Młodzieżowa
- Olimpijska
- Aleja Powstańców Wielkopolskich
- Parkowa od torów kolejowych do ul. Kościuszki
- Piastowska
- Prosta
- Pułaskiego
- Rondo Miast Partnerskich
- Sobieskiego
- Spokojna
- Staszica
- ks. Augustyna Szamarzewskiego
- Targowa
- Wigury
- Wrocławska od Pl. Bankowego do ul. Miłej
- Wysocka od ul. Fryderyka Chopina do ul. Langiewicza
- Żwirki